# Guy de Rothschild
Guy Édouard Alphonse Paul de Rothschild (Paris, 21 de maio de 1909 – Paris, 12 de junho de 2007) foi um banqueiro francês e membro da Família Rothschild. Dirigiu o banco de Rothschild Frères entre 1967 e 1979, quando este foi nacionalizado pelo governo francês, e manteve possessões noutras companhias francesas e estrangeiras, incluindo a Imerys.

## Família
O Barão Guy de Rothschild nasceu em Paris. Era filho do Barão Edouard Alphonse de Rothschild (1868–1949) e da sua esposa, German Halphen (1884–1975). O seu irmão mais velho, Edouard Alphonse Emile Lionel (1906-1911), faleceu ainda jovem devido a uma apendicectomia; teve ainda duas irmãs mais novas, Jacqueline Piatigorsky e Bethsabée de Rothschild. Metade dos seus bisavós eram Rothschilds. Era trineto do alemão Mayer Amschel Rothschild (1743-1812), que fundou o banco da família no século XVIII. Ele cresceu entre a casa citadina de seus pais, na esquina da rue de Rivoli com a Place de la Concorde em Paris (uma propriedade que já fora ocupada por Talleyrand) e as suas propriedades de Château de Ferrières, 25 milhas a nordeste de Paris, uma casa maciça construida segundo o desenho de Joseph Paxton na década de 1850, baseada num desenho anterior de Paxton das Mentmore Towers para o  Barão Mayer de Rothschild, do ramo inglês da família Rothschild.
Foi educado no Lycée Condorcet e no Lycée Louis-le-Grand, em  Paris, e por tutores privados. Responsabilizou-se por serviços militares com a cavalaria, em Saumur, e jogou golf pela França. Ganhou o Grand Prix de Sud-Ouest em 1948.
Rothschild casou duas vezes. Casou com uma prima distante, a Baronesa Alix Hermine Jeanette Schey de Koromla (1911–1982), a antiga esposa de Kurt Krahmer, em 1937. O casal teve um filho, David René de Rothschild. Pelo lado da esposa, Rothschild teve também duas enteadas, Lili e Bettina Kahmer. Divorciaram-se em 1956.
Casou pela segunda vez em 1957, com a Baronesa Marie-Hélène van Zuylen van Nyevelt (1927–1996), cujo casamento com o Conde François de Nicolay também se dissolvera em 1956. Tal como a sua primeira esposa, ela era uma prima distante, apesar de neste caso ser uma Católica Romana. Tiveram um filho, o Barão Édouard de Rothschild.
Depois do seu segundo casamento, Guy de Rothschild renovou o Château de Ferrières, gastando abundantemente, no início da década de 1970, antes de doá-lo à Universidade de Paris em 1975. No mesmo ano, comprou o Hôtel Lambert na Île Saint-Louis em Paris, tendo os últimos pisos sido transformados na sua residência parisiense.

## Banca e negócios
Rothschild começou a trabalhar no banco da família em 1931, juntando-se à direcção da Compagnie des chemins de fer du Nord, pertença da família, em 1933. Durante a Segunda Guerra Mundial, foi comandante de companhia na 3ª Divisão Ligeira Mecanizada durante a Batalha de França no início de 1940. Depois de combater os nazis em Carvin, fugiu para Dunquerque. Foi agraciado com a Croix de Guerre pela sua actuação nas praias em Dunquerque, de onde ele foi evacuado para a Inglaterra. Voltou imediatamente a França, aterrando em Brest, e tomou conta do escritório da família em Bourboule, próximo de Clermont-Ferrand. Sob o governo Fascista de Vichy, os seus pais e tios foram despojados da sua nacionalidade francesa, removidos das listas da Legião de Honra, e a família foi obrigada a vender as suas possessões. Rothschild manobrou de forma a persuadir os compradores das grandes opções, sob as quais ele estaria mais tarde apto a comprar os interesses da família de volta. Deixou a França novamente, via Espanha e Portugal, para se juntar aos seus pais em Nova Iorque. Juntou-se às Forças Francesas Livres e embarcou no cargueiro, Pacific Grove, para viajar de volta à Europa. O seu navio foi torpedeado e afundado em Março de 1943. Ele foi resgatado depois de passar 12 horas no Atlântico. Em Inglaterra, juntou-se ao  staff do General Koenig nas Supreme Headquarters Allied Expeditionary Force, próximo de Portsmouth.
Regressou aos escritórios do banco na rue Laffitte, em Paris, em 1944, e reconstruiu o banco Rothschild e o império de negócios, depois da guerra. Georges Pompidou, que se tornaria mais tarde Presidente e Primeiro-Ministro da França, foi recrutado por ele para um emprego como professor, e trabalhou para ele entre 1953 e 1962. Durante este período ele tornou-se director geral do banco Rothschild. O banco diversificou-se desde o investimento como De Rothschild Frères até à captação de depósitos com o Banque de Rothschild, com agências por toda a França. Guy foi o seu presidente ente 1968 e 1978. Quando o banco foi nacionalizado em 1981 pelo governo socialista de François Mitterrand, Rothschild deixou a França colérico e mudou-se temporariamente para Nova Iorque. Em 1987, os negócios bancários da família foram restaurados como Rothschild & Cie Banque pelo seu filho David.

## Criação de cavalos
Guy de Rothschild era um renomado criador de cavalos na propriedade da família Haras de Meautry, na Normandia. Criou proeminentes cavalos de corrida, tendo sido o mais famoso, talvez, o Exbury, o qual ganhou o Prix Boïard, o Prix Ganay, a Coronation Cup, o Grand Prix de Saint-Cloud e o Prix de l'Arc de Triomphe em 1963.
Em 1950, ganhou o Grand Prix de Paris com o cavalo Vieux Manoir, o Grand Prix de St Cloud com Ocarina e o Grand Prix de Deauville com Alizier. Como proprietário, também venceu, entre outros, o Prix de Diane três vezes (1957, 1960, 1961), o Prix Royal-Oak duas vezes e o Prix Morny igualmente duas vezes. Guy de Rothschild presidiu à associação de criadores de cavalos em França de 1975 a 1982.

## Filantropia
Em 1950, Guy de Rothschild tornou-se o primeiro presidente do Fonds Social Juif Unifié (FSJU) (Fundo Social dos Judeus Unidos), a maior agência filantrópica francesa da comunidade judia.
Em 1975, Rothschild e a sua esposa doaram o Château de Ferrières à Universidade de Paris.

## Morte
Guy de Rothschild faleceu em Paris, no dia 12 de Junho de 2007, aos 98 anos de idade.

## Trabalhos
- The Whims of Fortune: The Memoirs of Guy de Rothschild by Guy de Rothschild. Random House (1985) ISBN 0-394-54054-9 / Contre bonne fortune (Francês) por Guy de Rothschild. Belfond (1983). ISBN 2714415504, ISBN 978-2714415509
- The relationship between business and government in France (Benjamin F. Fairless memorial lectures) by Guy de Rothschild. Carnegie-Mellon University press (1983). ASIN: B0006YDWD2
- Le fantôme de Léa: Roman (French) by Guy de Rothschild. Plon (1998). ISBN 225918863X, ISBN 978-2259188630
- Mon ombre siamoise (French) by Guy de Rothschild. Grasset (1993). ISBN 2246470714, ISBN 978-2246470717